# 이배국
이배국(李培國, 1958년 6월 4일 ~ )은 대한민국의 배우이다.

## 생애
연기자 장정희의 남편이기도 한 그는 1981년 연극배우로 첫 데뷔하였고 1983년 KBS 공채 탤런트 10기로 정식 데뷔하였다.

## 출연작

### 드라마
- 1989년 《왕룽일가》 (KBS)
- 1990년 《서울 뚝배기》 (KBS)
- 1991년 《고래의 꿈》 (SBS)
- 1992년 《아들과 딸》 (MBC)
- 1995년 《찬란한 여명》 (KBS)
- 1995년 《목욕탕집 남자들》 (KBS)
- 1996년 《스타트》 (KBS)
- 1999년 ~ 2009년 《부부클리닉 사랑과 전쟁》 (KBS)
- 1995년 《국화와 칼》 (SBS)
- 2003년 《야인시대》 (SBS) - 휘발유 역
- 2004년 《장길산》 (SBS) - 최차인 역
- 2004년 《미안하다, 사랑한다》 (KBS2) - 차무혁의 주치의 역 (우정출연)
- 2005년 《바람꽃》 (KBS) - 홍철호 역
- 2006년 《대조영》 (KBS)
- 2006년 《연개소문》 (SBS) - 보장왕 역
- 2007년 《왕과 나》 (SBS)
- 2008년 《전설의 고향》 (KBS2)
- 2011년 《영광의 재인》 (KBS2)
- 2013년 《루비 반지》 (KBS2)

### 영화
- 1999년 《5인의 말괄량이》
- 2009년 《천국의 우편배달부》